# Espersit-ház

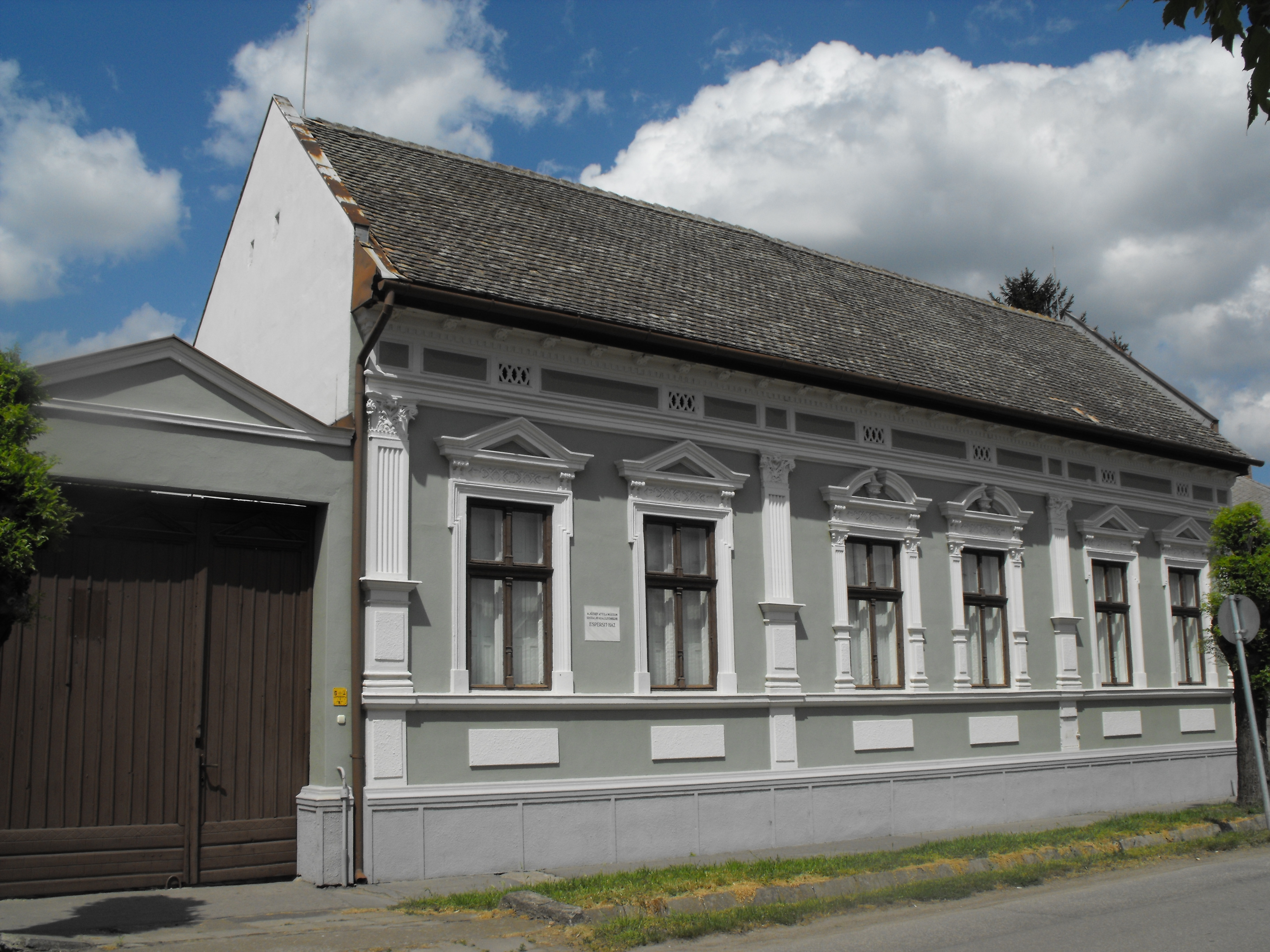
Az Espersit-ház utcafrontja

Az Espersit-ház a makói József Attila Múzeum irodalmi kiállítóhelye. Nevét Espersit Jánosról, a Nagyszentmiklóson született ügyvédről, politikusról, lapszerkesztőről kapta, aki az irodalmi élet és művészetek mecénása volt. Az Espersit-ház 1898-ban épült klasszicista stílusban; az irodalmi emlékmúzeum 1979. január 19-én nyitotta meg kapuit.

## Története
A paraszt-polgári gazdaházat 1898-ban Szabó Sámuel nagygazda építtette; a költségek kifizetésére nagyszebeni bankkölcsönt vett föl. Fedezetnek azonban híján volt, így belebukott a vállalkozásba. Az épületet 1904-ben vásárolta meg Bíró Ferenc, aki később a Makói Gazdasági Egyesület alelnöke lett. Ő készíttette el a két alsó épületet - itt piaci napokon pihent meg, amikor hazalátogatott tanyájáról. A fölső lakás haszonbérbe volt kiadva. Bonyolult családi körülmények eredményeképpen a ház a felesége (második férje után Sipos Istvánné) tulajdona lett. Espersit János tizenhét évig (1912 és 1929 között) tőle bérelte az egész házat. A fölső épületrészben maga az ügyvéd lakott, a középsőben édesanyja, az alsóban gyermekei: János és Mária (becenevén Caca), de a vendégek is itt kaptak szállást. Espersit halála után a házat Csenei Kristófné Bíró Erzsébet örökölte. Tőle vásárolta meg a városi művelődési osztály 1976-ban. Benne Espersit János születésének centenáriumán, 1979. január 19-én avatták föl az újonnan létesített irodalmi kiállítóhelyet.

## Az épület

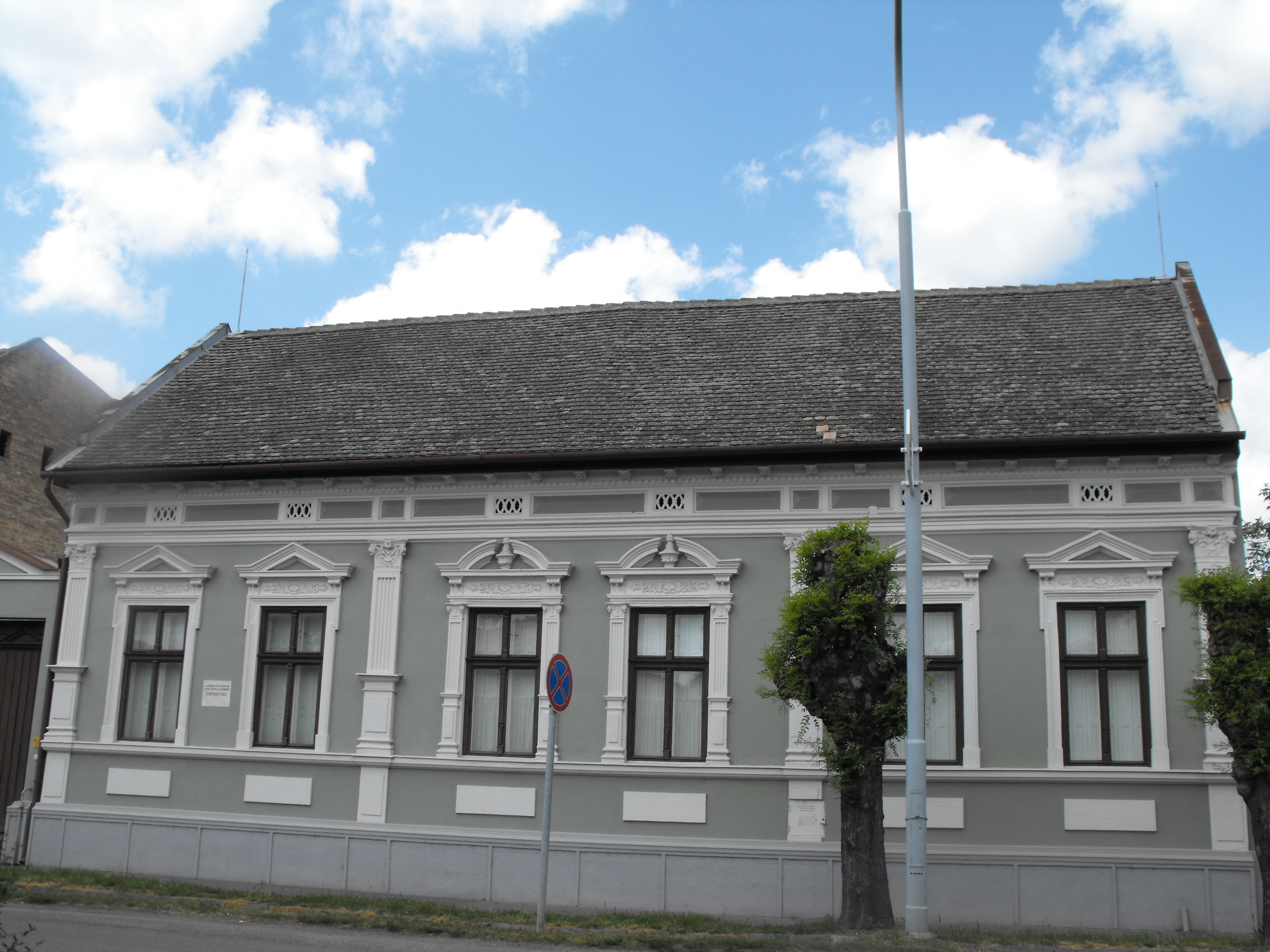
Az épület szemből

Az Espersit-ház a polgárosodás szellemében eklektikus stílusban épült. Utcai frontja hatablakos, az oszlopfővel ékesített függőleges lizénák három szakaszra osztják. A lábazat és a koronázópárkány által lezárt falrész vízszintes tagolóelemei az ablakpárkány és az osztópárkány. Az ablakkeretek egyszerűek, ellentétben a hangsúlyos és gazdagon díszített szemöldöktagozatokkal. A gerendás nagykaput timpanon koronázza.
A főépület L alakú, egytraktusos; hozzá az udvar felől téglapilléres, beüvegezett folyosó csatlakozik. Az utcafrontra három szoba épült; ezek ügyvédi irodaként, úri szobaként és ebédlőként funkcionáltak Espersit ideje alatt. Az udvar felőli részre került a hálószoba, a konyha és a kamra. A középső épület repülőeresszel, a szoba–konyha–kamrás alsó házrész nyitott eresszel ellátott volt.
A kiállítóhely kialakításakor néhány ajtó helye megváltozott, a folyosó középső följárója megszűnt. A kamra új funkciója kazánház és kiszolgáló helyiség lett. A deszkapadozatot parkettára cserélték, az udvart terméskővel burkolták. A kályhafűtést etázsfűtés váltotta föl. Megváltozott a cserépkályha helye is, elbontották a középső épületrész válaszfalát. A felújítás során az eredeti állapot szerint  állították helyre a homlokzat ornamentikáját és a nagykaput. Az utcai falfelület sárga helyett zöld , az ablakok és a kapu zöld helyett barna festés kapott. Az Úri utca 4. szám alatt álló Bánffy-házból áttelepítettek egy filagóriát is.

## Az emlékmúzeum
Az épületben működő kiállítóterem korabeli kéziratokkal, könyvekkel, fényképekkel, festményekkel és berendezési tárgyakkal fogadja a látogatókat. Bemutatja Espersit János 1848-as szemléletű baráti körét, Juhász Gyula és Móra Ferenc makói kötődését. A múzeumban megismerhető József Attila költői pályájának kezdete is. Az épület folyosóján a Makói Művésztelep alkotóinak műveiből összeállított állandó tárlat tekinthető meg. A Kocsis Imre által készített Espersit emlékfal a korabeli értelmiség gondolatait, közéleti szerepkörét mutatja be.
Az Espersit-ház udvarán áll Varga Imre alkotása, a kalapos József Attila-szobor. A nagykapu melletti falon helyezték el Lapis András Dunánál című domborművét.
Az emlékmúzeumban az alábbi kiállítások tekinthetők meg:
- Espersit János és barátai
- A Köztársasági Párt Makón
- A színházi élet Makón
- Rudnay Gyula makói művésztelepe: Barcsay Jenő, Vén Emil, Endre Béla,
- Kafka Albert és társaik
- A zenei élet: Bartók Béla és Fischer Annie Makón
- Juhász Gyula a makói gimnázium tanára
- Juhász Gyula makói versei
- Móra Ferenc a „tiszteletbeli makai”
- József Attila a makói gimnázium diákja
- József Attila a DMKE lakója
- József Attila makói tanárai és barátai
- József Attila makói múzsái
- József Attila és a makói újságok
- József Attila első verseskötete: A szépség koldusa
- Kocsis Imre: Barátok érkeznek – Kerámia alkotása 1979

## Neves lakói, vendégei
| „              | A Músa áldja ezt a' szép lakot, hol napjaim derűs örömbe' folytak. | ” |
| – Juhász Gyula |                                                                    |   |

A ház Espersit János révén a város, sőt a vidék legnevezetesebb művészi központja volt. Több író, költő, festő vendégeskedett a függetlenségi, majd köztársaságpárti politikusnál, néhányan huzamosabb ideig itt is laktak.
- József Attila makói diákévei alatt került kapcsolatba Espersit Jánossal. 1923. január 10-én - azon a napon, amikor elhagyta a főgimnáziumot és magántanuló lett - költözött be a ház alsó lakásába. Nappal aludt, éjjelente tanult, olvasott, és verseket írt. Itt találkozott március 1-jén Espersit lányával, Cacával, aki hamar a fiatal költő új múzsája lett. Az Elköszönő szelíd szavak című költeménye szeretett városáról, Makóról szól; a benne említett "jó, idős komáim" Espersit baráti körét jelentette: Kesztner Zoltánt, Könyves Kolonics Józsefet, Diósszilágyi Sámuelt, Fried Ármint, Kiss Károlyt, és Saitos Gyulát. József Attila júniusig élvezte az ügyvéd vendégszeretetét; a várost tartósan csak ősszel hagyta el. Később még többször is visszatért az épületbe, 1928 nyarán két hetet töltött itt.
- Juhász Gyula versei közül ötven született Makón; ezek közül negyven az Espersit János vendégeként eltöltött napok emléke. 1922 és 1929 között évente kétszer-háromszor időzött itt pár hétig; pihent és alkotott. 1923 november 27-étől december 5-éig kilenc napot töltött a házban. Ez idő alatt öt verset, négy novellát, két egyfelvonásost és két visszaemlékezést írt. 1924 júniusának közepén-végén két hetet töltött Makón Juhász; ekkor 11 verset írt. Ez év szeptember végét, október végét is Makón töltötte; Szép csöndesen című egyfelvonásosának Hollósy Kornélia Színházbeli bemutatója után nem utazott vissza Szegedre. 1925 őszén tíz napot töltött itt, a termés öt elbeszélés és tizennyolc vers. Espersit íróasztalán volt található egy koponya és lányának, Cacának fényképe - ez a két motívum Juhász Gyula több versében is megjelenik.
- Vén Emil festőművész először Rudnay Gyula révén került Makóra, aki megbízta a nyári művésztelep vezetésével. Megismerkedett Juhász Gyulával, József Attilával és Móra Ferenccel. Espersit házában később huzamosabb ideig is lakott, mivel - a Magyarországi Szociáldemokrata Párt ünnepén való részvételéért - letartóztatták, majd három évre kitiltották Budapestről. 1926 őszén költözhetett be az épületbe. 1927 áprilisában több mint száz, makói vonatkozású képét mutatták be egy kiállításon. Ez év nyarán viszont már elhagyta a várost, külföldi tanulmányútra indult.
- 1913. április 14-én, a debreceni trónfosztás évfordulóján itt tartotta első országos nagygyűlését az Országos Köztársasági Párt; itt fogalmazták meg a 14 pontból álló programot, amelyben polgári demokratikus reformokat, állami és ingyenes népoktatást, a köztársasági államforma bevezetését, általános, egyenlő és titkos választójogot, önálló hadsereget, progresszív adót, népparlamentet, a hitbizottmányok eltörlését, valamint az állam és egyház szétválasztását követelték. A gyűlés megkezdése után nem sokkal rendőrök és csendőrök hatoltak be a házba, dulakodás kezdődött, majd csendőrszuronnyal sebezték meg Nagy Györgyöt és Purjesz Mórt. Többeket letartóztattak, a pártot betiltották. Espersitet, Nagy Györgyöt, Könyves Kolonics Józsefet és Bittó Gyulát fogházra ítélték. Az események hírére a rendőrkapitányság előtt négyezres tömeg tiltakozott és éltette a köztársaságot; a tüntetőket végül a Makóra vezényelt két század gyalogos és ötven lovas csendőr oszlatta szét.